# Pässisaaret (ö i Norra Karelen)
Pässisaaret är en ö i Finland.   Den ligger i kommunen Ilomants i den ekonomiska regionen  Joensuu ekonomiska region  och landskapet Norra Karelen, i den östra delen av landet, 400 km nordost om huvudstaden Helsingfors. Pässisaaret ligger i sjön Koitere.